# Konwój PQ-8

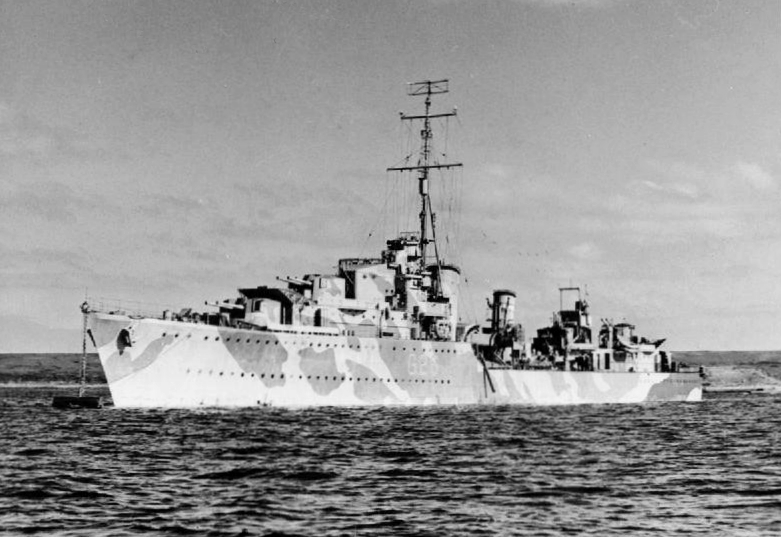
Niszczyciel HMS „Matabele” zatopoiny przez U-454

Konwój PQ-8 – konwój arktyczny z okresu II wojny światowej wysłany przez aliantów ze sprzętem wojennym i surowcami do ZSRR, które były niezbędne do prowadzenia dalszej walki przeciwko III Rzeszy. Konwój wypłynął z fiordu Hvalfjörður (Islandia) do Murmańska 8 stycznia 1942. 

## Skład i straty
Konwój składał się z 8 statków handlowych. 17 stycznia został zatopiony rosyjski trałowiec RT-68 oraz niszczyciel eskorty HMS „Matabele” przez niemiecki okręt podwodny U-454. 7 statków handlowych konwoju dotarło do Murmańska 17 stycznia. Ostatni, uszkodzony brytyjski statek ss „Harmatris” dotarł na holu do Zatoki Kolskiej.